# Georg Müller (Verleger)
Georg Müller (* 29. Dezember 1877 in Mainz; † 29. Dezember 1917 in München) war ein deutscher Verleger und Gründer des Münchener Georg Müller Verlages.

## Leben
Georg Müller besuchte ein Mainzer Gymnasium und absolvierte dann eine kaufmännische Lehre in München und Wien. Nach ersten buchhändlerischen Berufserfahrungen in Wien und Paris gründete er 1903 den Georg Müller Verlag in München, den er bis zu seinem frühen, durch Scharlach-Diphtherie verursachten Tod im Jahr 1917 führte.
Müller beschäftigte für seine Publikationen namhafte Buchgestalter (ab 1907 vor allem Paul Renner). Von 1903 bis 1919 wurden im Georg Müller Verlag rund 1900 Werke publiziert, die eine Gesamtauflage von mehreren Millionen Exemplaren erreichten. Zu den von Georg Müller verlegten Autoren gehörten unter anderem Otto Julius Bierbaum, Eugen Binder von Krieglstein, Franz Blei, Karl Ettlinger, Hanns Heinz Ewers, Alfred Karl Mayer, August Strindberg und Frank Wedekind. Daneben machte er sich mit bibliophilen Klassikerausgaben verdient und betrieb einen Theaterverlag. Seine verlegerischen Interessen waren sehr weit gespannt; so publizierte er z. B. auch Märchen und Abenteuerromane.
Zusammen mit Samuel Fischer, Eugen Diederichs und Albert Langen zählte Georg Müller zu den ersten deutschen Kulturverlegern.